# Lailatou Amadou Lele
Lailatou Amadou Lele (sinh ngày 29 tháng 5 năm 1983) là một nữ vận động viên taekwondo người Nigeria, từng tham dự nội dung ở hạng cân 57 kg dành cho nữ tại Thế vận hội Mùa hè 2008 được tổ chức tại Bắc Kinh, Trung Quốc. Cô đã bị loại khỏi giải đấu mà không rõ lý do, trong khi đối thủ người Brasil Debora Nunes giành quyền đi tiếp vào vòng sau mà không cần thi đấu trận đấu trên.